# 에바 크워부코프스카
에바 야니나 크워부코프스카(폴란드어: Ewa Janina Kłobukowska, 1946년 8월 1일 ~ )는 폴란드의 육상 선수이다.
바르샤바에서 태어난 크워부코프스카는 1964년 도쿄 올림픽에 참가하여 100m 경주에서 3위를 하였지만, 400m 릴레이에서 최종 주자로 나가
금메달을 획득하였다.
1965년에는 프라하에서 100m 경주를 11.1초와 함께 세계 기록을 세웠다.
1966년 부다페스트에서 열린 유럽 육상 선수권 대회에서는 100m와 400m 릴레이 금메달과 200m 은메달을 획득하였다.
1967년 성별 검사에서 XX/XXY의 모자이크 성 염색체를 가진 남녀중간몸이라는 사실이 밝혀져 향후 출전 자격이 박탈되었다. 은퇴 후 1968년에 남자 아이를 출산했다.

## 같이 보기
- 스포츠에서의 성별검사
- 캐스터 세메냐
- 산띠 순다라얀
- 스타니스와바 발라시에비치
- 헬렌 스티븐스
- 이레나 셰빈스카